# Stor-Röjdtjärnen (Gideå socken, Ångermanland)
Stor-Röjdtjärnen är en sjö i Örnsköldsviks kommun i Ångermanland och ingår i Husåns huvudavrinningsområde. Sjön har en area på 0,0512 kvadratkilometer och ligger 294,1 meter över havet. Sjön avvattnas av vattendraget Röjdtjärnbäcken.

## Delavrinningsområde
Stor-Röjdtjärnen ingår i det delavrinningsområde (706378-165665) som SMHI kallar för Ovan 706526-165489. Medelhöjden är 272 meter över havet och ytan är 6,26 kvadratkilometer. Det finns inga avrinningsområden uppströms utan avrinningsområdet är högsta punkten. Röjdtjärnbäcken som avvattnar avrinningsområdet har biflödesordning 2, vilket innebär att vattnet flödar genom totalt 2 vattendrag innan det når havet efter 55 kilometer. Avrinningsområdet består mestadels av skog (84 procent). Avrinningsområdet har 0,05 kvadratkilometer vattenytor vilket ger det en sjöprocent på 0,8 procent.